# Смолкін Борис Григорович
Борис Смолкін (рос. Борис Григорьевич Смолкин) (нар. 2 березня 1948) — російський актор театру і кіно. Заслужений артист Росії (1999).

## Біографія
Народився 2 березня 1948 року в сім'ї архітектора Григорія Мойсейовича Смолкіна (1909—1977), який переїхав до Ленінграда в 1926 році з Білорусі, і філологині, викладачки англійської мови Раїси Юхимівни Смолкін.
Спочатку навчався у фізико-математичній школі № 30 при Ленінградському державному університеті (спеціальність — програміст-обчислювач), згодом вступив на хімічний факультет того ж ЛДУ.
Перший раз вийшов на сцену в Театрі Юнацької Творчості (ТЮТ) при Ленінградському палаці піонерів під керівництвом Матвія Дубровіна, взявши участь в постановці «Тимур і його команда» (роль Мішки Квакіна).
Паралельно відвідував заняття в театральному гуртку Іллі Рєзніка на Василівському острові, грав в театрі-студії при ЛДУ, на першому курсі якого дебютував в епізодичній ролі школяра у фільмі Петра Тодоровського «Фокусник».
У 1966 році закінчив гімназію № 171 з поглибленим вивченням французької мови, а в 1972 році — Ленінградський інститут театру, музики і кінематографії (факультет музичної комедії), потім аспірантуру.
З 1972 по 2008 рік працював в Театрі музичної комедії.
З 1989 року був постійним учасником ленінградського театру капусників «Четверта стіна» (керівник Вадим Жук).

## Вибрана фільмографія
- Новорічні пригоди Маші і Віті (1975)
- Ганна Главарі (1979)
- Моя прекрасна нянька (2004—2008)
- Останній день війни (2020)